# Христианский информационный центр в Иерусалиме
Христианский информационный центр в Иерусалиме (англ. Christian Information Center, CIC) — информационное учреждение, финансируемое францисканской провинцией «Кустодия Святой Земли». Целью информационного центра является сбор и распространение информации о существующих христианских общинах в Святой Земле, а также помощь в организации паломничеств. Здание центра находится в Иерусалиме, в Старом городе, вблизи Башни Давида и Яффских ворот.
Христианский информационный центр организует экуменический диалог среди местных христианских общин разных конфессий, издает христианский бюллетень «Associated Christian Press Bulletin», посвященный Святой Земле. В центре работает францисканское паломническое бюро «Franciscan Pilgrims' Office», которое организует массовые паломничества и бронирует время проведения месс во всех католических санктуариях Святой Земли. Franciscan Pilgrims' Office выдает официальные свидетельства о паломничестве в Святую Землю.
Христианский информационный центр сотрудничает с францисканским издательством «Franciscan Printing Press».